# Discovery (album của Daft Punk)
Discovery là album phòng thu thứ hai của bộ đôi nhạc điện tử người Pháp Daft Punk, được phát hành bởi Virgin Records ngày 12 tháng 3 năm 2001. Album đánh dấu bước ngoặt trong phong cách của bộ đôi từ nhạc house Chicago trong album đầu tay Homework (1997), sang một phong cách house lấy cảm hứng từ disco, garage house và R&B. Theo như Thomas Bangalter, Discovery phản ánh ký ức thời thơ ấu của bộ đôi, khi họ nghe nhạc với quan điểm vui tươi và hồn nhiên hơn.
Album được thu âm tại nhà của Bangalter ở Paris từ năm 1998 đến năm 2000. Phần lớn các bài hát trong album sử dụng các sample; các nhạc sĩ như Romanthony, Todd Edwards và DJ Sneak đã hợp tác trong một số bài hát cả về nhạc lẫn lời. Đối với các video âm nhạc của album, bộ đôi đã phát triển một kịch bản hợp nhất thể loại khoa học viễn tưởng với ngành công nghiệp giải trí. Lấy cảm hứng từ tình yêu thời thơ ấu dành cho anime, bộ đôi đã hợp tác với Leiji Matsumoto để sản xuất Interstella 5555: The 5tory of the 5ecret 5tar 5ystem, một bộ phim hoạt hình lấy toàn bộ Discovery làm nhạc phim. Phim không có lời thoại, cùng với rất ít hiệu ứng âm thanh.
Trước khi phát hành Discovery, bộ đôi đã sáng tạo nên những nhân vật robot, tuyên bố rằng họ đã trở thành robot do một tai nạn trong phòng thu. Discovery là một thành công quan trọng, đạt vị trí quán quân trên một số bảng xếp hạng quốc tế khi phát hành. Các nhà phê bình ca ngợi Daft Punk vì đã đổi mới nền nhạc house như họ đã làm với Homework. Album đã xuất bản sáu đĩa đơn với "One More Time" là thành công nhất, trở thành một bản nhạc ăn khách trong các hộp đêm. Năm 2020, Rolling Stone xếp Discovery ở vị trí thứ 236 trong danh sách "500 album vĩ đại nhất".

## Hoàn cảnh ra đời
Sau khi album đầu tay Homework được phát hành, Thomas Bangalter và Guy-Manuel de Homem-Christo đã dành phần lớn năm 1997 để lưu diễn trong khuôn khổ Daftendirektour. Trong nửa đầu năm 1998, bộ đôi tập trung vào hãng đĩa cá nhân của riêng họ, đồng thời sản xuất bộ sưu tập video D.A.F.T.: A Story About Dogs, Androids, Firemen and Tomatoes. Vào năm 1999 và 2000, thời gian của họ được phân chia giữa việc sáng tác cá nhân và thu âm Discovery. Bangalter lưu ý rằng Homework đã ảnh hưởng đến nhiều nghệ sĩ khác khiến họ bắt chước phong cách của album, khiến Daft Punk theo đuổi một hướng đi khác để tạo phong cách riêng.

## Thu âm
Discovery được thu âm trong phòng thu riêng của bộ đôi, Daft House, đặt tại nhà của Bangalter ở Paris, Pháp. Daft Punk bắt đầu sáng tác album vào năm 1998, và sản xuất album trong suốt hai năm. Bangalter và de Homem-Christo vừa soạn nhạc cùng nhau, vừa sáng tác âm nhạc cá nhân, tương tự quá trình sản xuất Homework. Mặc dù họ sử dụng các thiết bị tương tự như họ đã sử dụng cho Homework, nhưng bộ đôi có ý định thu âm các bài hát ngắn gọn và súc tích hơn so với Homework. Bản nhạc "Short Circuit" trước đây đã được biểu diễn trong các buổi biểu diễn trực tiếp năm 1997 của Daft Punk. Album được master bởi Nilesh Patel, người cũng đã master Homework.
Một trong những bài hát đầu tiên được hoàn thiện, "One More Time", được hoàn thành vào năm 1998 và bị bỏ mặc cho đến khi phát hành dưới dạng đĩa đơn vào năm 2000. Sau khi hoàn thành "Too Long" trong giai đoạn đầu sản xuất album, Daft Punk quyết định rằng họ "không muốn làm thêm 14 bản nhạc house nữa" và do đó đã đặt ra mục tiêu kết hợp nhiều phong cách khác nhau cho album. Album có sự đóng góp của Romanthony, Todd Edwards và DJ Sneak. de Homem-Christo lưu ý rằng Romanthony và Edwards là hai trong số những nhà sản xuất có ảnh hưởng lớn đến Daft Punk. Bộ đôi đã muốn làm việc với họ cho Homework, nhưng cảm thấy khó thuyết phục họ vì Daft Punk vẫn còn tương đối ít người biết đến. DJ Sneak đã viết lời cho "Digital Love" và hỗ trợ sản xuất bài hát.

## Âm nhạc

### Phong cách
Discovery được công nhận là một album chủ đề. Nó liên quan mạnh mẽ đến những ký ức thời thơ ấu của Daft Punk, kết hợp tình yêu điện ảnh và tính cách của họ. Thomas Bangalter chỉ rõ rằng album đề cập đến trải nghiệm của bộ đôi khi lớn lên trong thập kỷ 1975-1985, thay vì chỉ tôn vinh âm nhạc của thời kỳ đó. Album được thiết kế để thể hiện một thái độ nghe nhạc vui tươi, trung thực và cởi mở. Bangalter đã so sánh nó với thời thơ ấu, khi một người không đánh giá hay phân tích âm nhạc. Bangalter lưu ý rằng cách tiếp cận phong cách của album trái ngược với album đầu tay của họ; với Homework là "một thứ nhạc rất thô" tập trung vào âm thanh và kết cấu, còn Discovery là một cuộc khám phá cấu trúc và hình thức của âm nhạc. Sự thay đổi về phong cách này được lấy cảm hứng từ "Windowlicker" của Aphex Twin.

### Sáng tác
Discovery là sự rẽ khỏi phong cách của nhạc house trước đó của Daft Punk. Trong bài đánh giá của AllMusic, John Bush đã viết rằng Discovery "chắc chắn là phiên bản garage New York" của Homework. Bush nói thêm rằng Daft Punk đã tạo ra âm thanh "hào nhoáng và pop hơn" của Eurodisco và R&B. Keith Gwillim của Tạp chí Stylus khẳng định rằng đây là một album disco dựa trên các yếu tố "nhảy múa" và "bóng bẩy" của thể loại này. Các nhà phê bình khác cũng mô tả album là hậu-disco. Theo Uproxx, album cũng có sự kết hợp của nhạc house Pháp.
Bài hát mở đầu, "One More Time", có giọng hát được tự động điều chỉnh và nén từ Romanthony. Bài hát tiếp theo, "Aerodynamic", có một điệu funk, trừ một đoạn độc tấu guitar điện và kết thúc bằng một đoạn nhạc điện tử riêng biệt. "Digital Love" kết hợp các yếu tố của pop, new wave, jazz, funk và disco. "Harder, Better, Faster, Stronger", ca khúc thứ tư trong album là một bài hát mang khuynh hướng Electro. Tiếp theo là "Crescendolls", một bản nhạc nhạc không lời. "Nightvision" là một bài hát thuộc thể loại Ambient. "Superheroes" nghiêng về chủ nghĩa "acid tối giản" trong Homework. "High Life" được xây dựng dựa trên một sample giọng hát "vô nghĩa" và đoạn đàn organ. "Something About Us" là một bài hát thuộc thể loại downtempo, với giọng hát được xử lý kỹ thuật số của Daft Punk và nhịp điệu phòng chờ.
"Voyager" có các đoạn riff guitar, hòa tấu giống như đàn hạc của những năm 80 và một phần âm trầm sôi nổi. "Veridis Quo" là một bài hát baroque tổng hợp "dàn nhạc giả"; theo Angus Harrison, tiêu đề của nó là chơi chữ của "very disco". "Short Circuit" là một bài hát Electro-R&B với các nhịp breakbeat và các mẫu trống được lập trình sẫn. "Face to Face" là một bài hát dance-pop có giọng hát của Todd Edwards và mang hơi hướng pop hơn các bài hát khác trên Discovery. Về bố cục của album, Bangalter lưu ý rằng "Short Circuit" đại diện cho việc ngừng hoạt động, và "Face to Face" đại diện cho việc tỉnh lại và đối mặt với thực tại. "Too Long", bài hát cuối của album, là một bài hát electro-R&B dài 10 phút.

### Các sample
Một lượng sample đáng kể có trong album. Thay vì sáng tác nhạc mới với các sample, Daft Punk đã viết và thực hiện các phần bổ sung. Ghi chú lót của Discovery cho biết việc sử dụng các sample cho bốn bài hát trong album: "I Love You More" của George Duke được lấy sample cho "Digital Love"; "Cola Bottle Baby" của Edwin Birdsong được lấy sample cho "Harder, Better, Faster, Stronger"; Bài hát "Can You Imagine" của The Imperials được lấy sample cho "Crescendolls"; "Who's Been Sleeping in My Bed" của Barry Manilow được lấy sample cho "Superheroes". Có thể thấy rằng "One More Time" có chứa một số sample của bài hát "More Spell on You" của Eddie Johns, mặc dù nó không được công nhận trong ghi chú lót của Discovery. Tờ Los Angeles Times đã xác nhận điều này sau khi Daft Punk chia tay và phát hiện ra rằng Daft Punk trả tiền bản quyền cho sample mỗi năm hai lần cho hãng GM Musipro.
Một số trang web liệt kê nhiều sample khác có trong album, nhưng Bangalter đã tuyên bố rằng một nửa số sample được liệt kê là không đúng sự thật. Bangalter cũng tuyên bố việc lấy sample mà họ làm là được thực hiện một cách hợp pháp, không phải là điều họ cố gắng che giấu. Guy-Manuel de Homem-Christo ước tính rằng một nửa nội dung được lấy sample trên Discovery đã được bộ đôi chơi trực tiếp và nhấn mạnh rằng chất lượng của âm nhạc quan trọng hơn bản ngã của người chơi nhạc cụ.

## Quảng cáo và phát hành

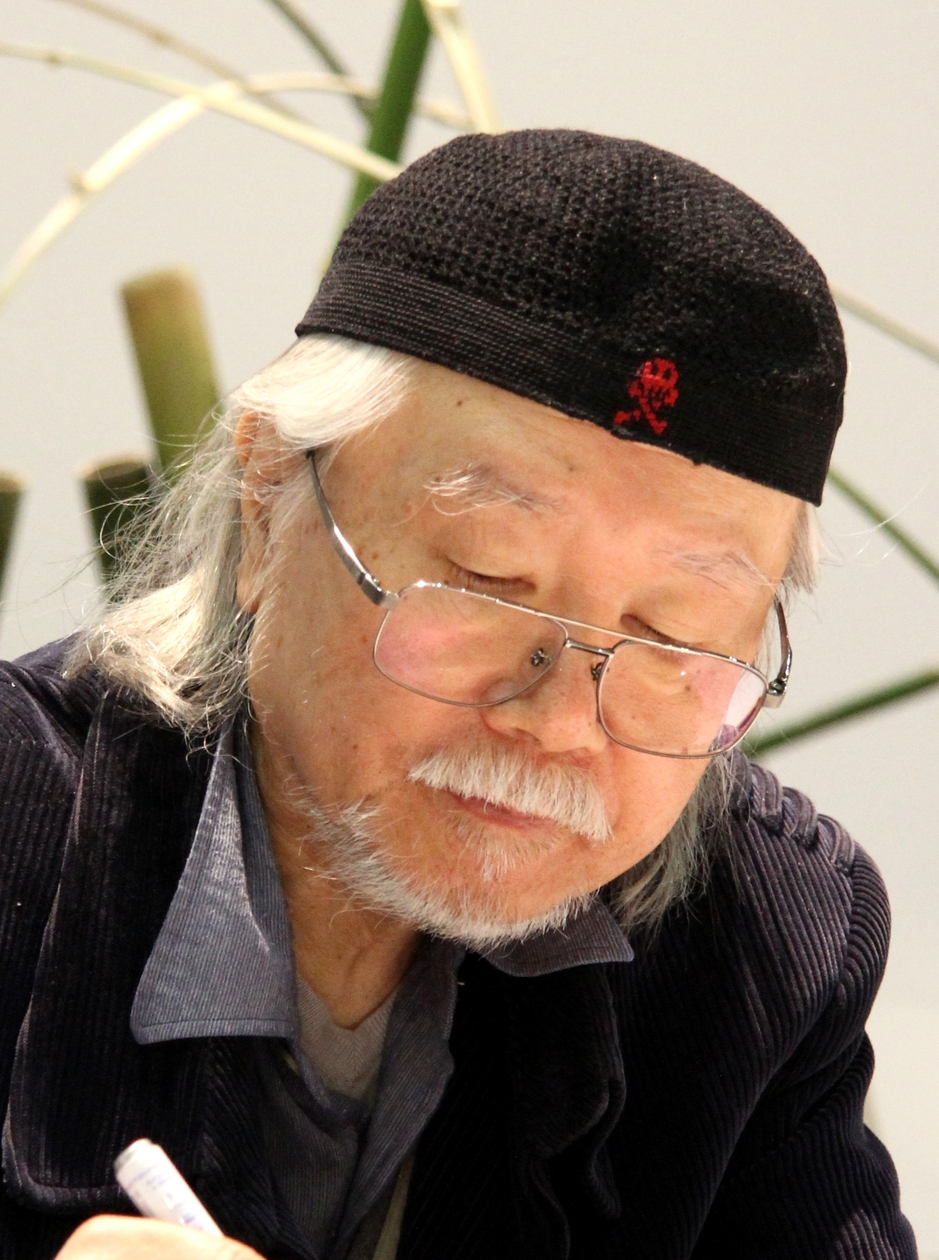
Leiji Matsumoto đã giám sát việc sản xuất Interstella 5555.

Ban đầu, Daft Punk dự định phát hành mỗi bài hát trên Discovery dưới dạng đĩa đơn, theo Orla Lee-Fisher, người đứng đầu bộ phận marketing của Virgin Records Vuơng Quốc Anh vào thời điểm đó, mặc dù kế hoạch này cuối cùng đã bị gác lại. "One More Time" được phát hành vào năm 2000, trước khi phát hành album, với các đĩa đơn của "Aerodynamic", "Digital Love", "Harder, Better, Faster, Stronger", "Something About Us" và "Face to Face" ra mắt sau đó.
Ý tưởng cho các video âm nhạc của album được hình thành trong những buổi thu âm Discovery đầu tiên. Theo Todd Edwards, album ban đầu được dự định đi kèm với "một bộ phim người đóng với mỗi bài hát là một phần của bộ phim". Thay vào đó, ban nhạc quyết định tập trung vào sản xuất anime. Ý tưởng của Daft Punk cho bộ phim liên quan đến sự hợp nhất của khoa học viễn tưởng với văn hóa công nghiệp giải trí. Bộ đôi nhớ lại đã xem các bộ phim anime Nhật Bản khi còn nhỏ, bao gồm cả những bộ phim yêu thích như Thuyền trưởng Harlock, Grendizer và Candy Candy. Cả ba người đã mang album và kịch bản đã hoàn thành đến Tokyo với hy vọng tạo ra bộ phim với người anh hùng thời thơ ấu của họ, Leiji Matsumoto, người đã tạo ra Thuyền trưởng Harlock. Sau khi Matsumoto gia nhập đội với tư cách cố vấn hình ảnh, Shinji Shimizu đã được liên hệ để sản xuất hình ảnh và Kazuhisa Takenouchi để đạo diễn bộ phim. Với sự điều phối dịch thuật của Tamiyuki "Spike" Sugiyama, quá trình sản xuất bắt đầu vào tháng 10 năm 2000 và kết thúc vào tháng 4 năm 2003. Kết quả của sự hợp tác là bộ phim Interstella 5555: The 5tory of the 5ecret 5tar 5ystem lấy toàn bộ Discovery làm nhạc phim.
Daft Punk đã khoác lên trang phục robot trước khi Discovery phát hành. Nhóm nói với báo chí rằng họ đang làm việc trong phòng thu của họ lúc 9:09 sáng ngày 9 tháng 9 năm 1999, khi bộ lấy sample của họ phát nổ. Họ phải trải qua cuộc phẫu thuật tái tạo, và khi tỉnh lại, họ nhận ra mình đã trở thành người máy.
Không lâu trước khi phát hành album, nhóm đã ra mắt Daft Club, một trang web cung cấp các bản nhạc và những phần độc quyền khác. Mỗi CD của Discovery đều có thẻ thành viên Daft Club với một mã số duy nhất cung cấp quyền truy cập được cá nhân hóa vào trang web. Bangalter cho biết đây là "cách chúng tôi thưởng cho những người mua CD". Dịch vụ do trang này cung cấp đã kết thúc vào năm 2003; hầu hết các bài hát sau đó được tổng hợp thành album phối lại Daft Club.

## Đánh giá từ giới phê bình
| Đánh giá chuyên môn | Đánh giá chuyên môn        |
| Điểm trung bình     | Điểm trung bình            |
| Nguồn               | Đánh giá                   |
| ------------------- | -------------------------- |
| Metacritic          | 74/100                     |
| Nguồn đánh giá      |                            |
| Nguồn               | Đánh giá                   |
| AllMusic            | [ 16 ]                     |
| The Guardian        | [ 33 ]                     |
| Mixmag              | [ 34 ]                     |
| NME                 | 9/10                       |
| Pitchfork           | 6,4/10 (2001) 10/10 (2021) |
| Q                   | [ 37 ]                     |
| Rolling Stone       | [ 38 ]                     |
| Spin                | 8/10                       |
| The Village Voice   | C+                         |

Discovery nhận được đánh giá chung tích cực từ các nhà phê bình. Tại Metacritic, album nhận được điểm trung bình là 74, dựa trên 19 bài đánh giá. John Bush của AllMusic nói rằng, Daft Punk đã phát triển một âm thanh "xứng tầm phong cách electro-pop từ Giorgio Moroder đến Todd Rundgren đến Steve Miller." Tạp chí Q viết rằng album rất mạnh mẽ và sáng tạo trong việc khám phá "những câu hỏi và lý tưởng đã cũ", ca ngợi nó là "một chuyến lưu diễn cao ngất ngưởng, thuyết phục", "vượt qua nhãn hiệu nhạc dance" mà không thiếu ý tưởng, sự hài hước hoặc "sáng chói". Q đã vinh danh Discovery là một trong 50 album hay nhất năm 2001.
Joshua Clover, viết trên tờ Spin, gọi Discovery là "chiến thắng mới nhất" của disco và cho biết đoạn mở đầu của bài hát ngang bằng với các album như Sign o' the Times (1987) của Prince và Nevermind (1991) của Nirvana. Stephen Dalton từ NME nhận thấy tư tưởng pop art trong album khiến người ta say mê và ghi nhận Daft Punk vì đã "tái sinh những năm giữa thập niên 80 như là kỷ nguyên nhạc pop ngầu nhất từ trước đến nay". Mixmag nói rằng Daft Punk đã "thay đổi dòng nhạc dance lần thứ hai" với Discovery.
Ben Ratliff từ Rolling Stone thì ít ấn tượng hơn và viết rằng ít bài hát trên Discovery phù hợp với sự hoành tráng của "One More Time". Ông nhận thấy hầu hết các bài hát "hỗn loạn - không chỉ trong phạm vi giữa nghiêm túc và vui tính mà còn là danh tính của nó." Viết trên The Guardian, Alexis Petridis cảm thấy nỗ lực của Daft Punk trong việc "cứu vãn" âm nhạc thời trước giống với Homework, nhưng kém mạch lạc và thành công hơn. Nhà phê bình Ryan Schreiber của Pitchfork nhận thấy sự kết hợp giữa "prog và disco" "tương đối vô hại" và nói rằng nó không "được đánh giá dựa trên lời bài hát", điều mà ông cho là nghiệp dư và bình thường. Robert Christgau, viết trên tờ The Village Voice, nói một cách nghiêm túc rằng album có thể thu hút những người trẻ đam mê nhạc techno Berlin, nhưng nó quá "Pháp" đối với người Mỹ.

## Tầm ảnh hưởng
Pitchfork đã gọi tên Discovery là album hay thứ 12 của năm 2000–04 và là album hay thứ ba của thập kỷ. Vào năm 2021, Pitchfork đã đưa Discovery vào danh sách các bài đánh giá mà họ "sẽ thay đổi nếu có thể", nâng điểm của nó từ 6,4 lên 10/10. Nhà phê bình Noah Yoo của Pitchfork đã viết: "Nếu điểm số là để chỉ ra sự trường tồn hoặc tầm ảnh hưởng của tác phẩm, bài đánh giá ban đầu không còn hiệu lực trong dòng chảy lịch sử. Album thứ hai của Daft Punk, Discovery, là đỉnh cao sự nghiệp của họ, một album vượt qua cội nguồn hộp đêm của bộ đôi robot và trải dài nhiều thập kỷ sau đó."
Năm 2009, Rhapsody vinh danh Discovery là album xuất sắc thứ 12 của thập kỷ. Nó cũng được gọi tên là album hay thứ tư của thập kỷ bởi Resident Advisor. Năm 2012, Rolling Stone vinh danh Discovery là album EDM vĩ đại thứ tám. Rolling Stone đã đưa nó vào vị trí thứ 236 trong danh sách "500 album vĩ đại nhất" năm 2020. Album cũng được đưa vào chuơng trình Masterpieces của BBC Radio 1 vào tháng 12 năm 2009 do Zane Lowe trình bày, đánh dấu vị thế ngày càng tăng của nó trong suốt thập kỷ.
Một số bài hát đã được lấy sample bởi các nghệ sĩ khác. Ca khúc "Stronger" của Kanye West trong album Graduation có sample giọng hát của "Harder, Better, Faster, Stronger". "Stronger" đã được biểu diễn trực tiếp tại Lễ trao giải Grammy lần thứ 50, với Daft Punk biểu diễn trong cấu trúc kim tự tháp đặc trưng trong khi Kanye West rap trên sân khấu. Bài hát "Summertime" của Wiley trong album See Clear Now có một bản sample của "Aerodynamic". Bài hát "Dream Big" của Jazmine Sullivan trong album Fearless sử dụng sample từ "Veridis Quo".

## Hiệu suất thương mại
Album đạt vị trí thứ hai ở Vương quốc Anh và Pháp, và vị trí thứ hai mươi ba trên bảng xếp hạng Billboard 200. Album cũng ra mắt ở vị trí thứ hai trên Canadian Albums Chart, bán được 13.850 bản trong tuần đầu tiên. Album đã được chứng nhận 3× bạch kim tại Pháp (năm 2007) đồng nghĩa với doanh số 300.000 bản. Discovery đã được chứng nhận Vàng bởi Hiệp hội Công nghiệp Ghi âm Hoa Kỳ (RIAA) vào ngày 11 tháng 10 năm 2010.
Tính đến tháng 5 năm 2013, album đã bán được 802.000 bản tại Hoa Kì. Đĩa đơn chính của album "One More Time" là thành công nhất, đạt vị trí số một trên bảng xếp hạng Pháp và bảng xếp hạng Billboard Hot Dance/Disco Club Play, đồng thời lọt vào top 10 trên bảy bảng xếp hạng khác. Bài hát vẫn là đĩa đơn thành công nhất của nhóm cho đến khi phát hành "Get Lucky" vào năm 2013. Đĩa đơn thứ năm của album, "Face to Face", đạt vị trí quán quân trên bảng xếp hạng Billboard Hot Dance/Disco Club Play năm 2004. Discovery đã bán được ít nhất 2,6 triệu bản tính đến năm 2005.

## Danh sách ca khúc
Tất cả nhạc phẩm được soạn bởi Thomas Bangalter và Guy-Manuel de Homem-Christo; các nhạc sĩ khác được ghi chú.
| STT              | Nhan đề                            | Sáng tác                       | Thời lượng |
| ---------------- | ---------------------------------- | ------------------------------ | ---------- |
| 1.               | "One More Time"                    | Anthony Moore                  | 5:20       |
| 2.               | "Aerodynamic"                      |                                | 3:31       |
| 3.               | "Digital Love"                     | Carlos Sosa George Duke        | 4:55       |
| 4.               | "Harder, Better, Faster, Stronger" | Edwin Birdsong                 | 3:44       |
| 5.               | "Crescendolls"                     | Dwight Brewster Aleta Jennings | 3:31       |
| 6.               | "Nightvision"                      |                                | 1:44       |
| 7.               | "Superheroes"                      | Barry Manilow Marty Panzer     | 3:59       |
| 8.               | "High Life"                        |                                | 3:21       |
| 9.               | "Something About Us"               |                                | 3:50       |
| 10.              | "Voyager"                          |                                | 3:48       |
| 11.              | "Veridis Quo"                      |                                | 5:44       |
| 12.              | "Short Circuit"                    |                                | 3:26       |
| 13.              | "Face to Face"                     | Todd Imperatrice               | 4:00       |
| 14.              | "Too Long"                         | Moore                          | 9:59       |
| Tổng thời lượng: | Tổng thời lượng:                   | Tổng thời lượng:               | 60:49      |

#### Các sample
- "One More Time" có chứa một số sample của bài hát "More Spell on You" của Eddie Johns.
- "Aerodynamic" có chứa một số sample của bài hát "Il Macquillage Lady" của Sister Sledge.
- "Digital Love" có chứa một sample của bài hát "I Love You More" của George Duke.
- "Harder, Better, Faster, Stronger" có chứa một số sample của bài hát "Cola Bottle Baby" của Edwin Birdsong.
- "Crescendolls" có chứa một sample của bài hát "Can You Imagine" của The Imperials.
- "Superheroes" có chứa một sample của bài hát "Who's Been Sleeping in My Bed" của Barry Manilow.
- "High Life" có chứa nhiều sample của bài hát "Break Down for Love" của Tavares.
- "Face to Face" có chứa các sample của những bài hát "Evil Woman" và "Can't Get It Out of My Head" của Electric Light Orchestra, "House at Pooh Corner" và "Be Free" của Kenny Loggins và Jim Messina, "Old and Wise" và "Silence and I" của The Alan Parsons Project, "Twins Theme", "Tell Me to My Face" và "Lahaina Luna" của Dan Fogelberg và Tim Weisberg, "South City Midnight Lady" của The Doobie Brothers, "You Got Some Imagination" của Boz Scaggs, "Sometimes A Love Goes Wrong" của Carrie Lucas, "Everybody's Next One" của Steppenwolf, "Body and Soul" của Firefall và "All Along the Watchtower" của Dave Mason.
- "Too Long" có chứa các sample của những bài hát "First Come, First Serve" của Rose Royce, "Running Away" của Maze Featuring Frankie Beverly và "One Cold Vibe (Couldn't Stop Dis Ya Boogie)" của Third World.

## Nhân lực
- Daft Punk – giọng hát (bài hát thứ 3, 4, 9), máy vocoder, máy trình tự, máy sampler, máy synthesizer, piano điện tử Wurlitzer, guitar, âm trầm, hộp talkbox, máy drum machine, sản xuất, chủ đề, định hướng nghệ thuật
- Romanthony – giọng hát (bài hát thứ 1, 14), đồng sản xuất (bài hát thứ 14)
- Todd Edwards – giọng hát và đồng sản xuất (bài hát thứ 13)
- Nilesh Patel – mastering
- Alex & Martin – chủ đề, định hướng nghệ thuật
- Cedric Hervet – chủ đề, định hướng nghệ thuật
- Gildas Loaëc – chủ đề, định hướng nghệ thuật
- Simon Scott – chủ đề, định hướng nghệ thuật
- Daniel Vangarde – chủ đề, định hướng nghệ thuật
- Pedro Winter – chủ đề, định hướng nghệ thuật
- Mitchell Feinberg – hình ảnh kim loại lỏng
- Luis Sanchis – hình ảnh piano
- Tony Gardner, Alterian – kỹ thuật sinh học
- Tamiyuki "Spike" Sugiyama – người kết nối Tokyo

## Xếp hạng
| Thứ hạng (2001)                          | Vị trí cao nhất |
| ---------------------------------------- | --------------- |
| Album Úc (ARIA)                          | 7               |
| Album Dance Úc (ARIA)                    | 1               |
| Album Áo (Ö3 Austria)                    | 6               |
| Album Bỉ (Ultratop Vlaanderen)           | 1               |
| Album Bỉ (Ultratop Wallonie)             | 3               |
| Album Canada (Billboard)                 | 2               |
| Album Đan Mạch (Hitlisten)               | 12              |
| Album Hà Lan (Album Top 100)             | 11              |
| Châu Âu (European Top 100 Albums)        | 2               |
| Album Phần Lan (Suomen virallinen lista) | 16              |
| Album Pháp (SNEP)                        | 2               |
| Album Đức (Offizielle Top 100)           | 5               |
| Album Hi Lạp (IFPI Hi Lạp)               | 2               |
| Album Ireland (IRMA)                     | 4               |
| Album Ý (FIMI)                           | 8               |
| Album New Zealand (RMNZ)                 | 8               |
| Album Na Uy (VG-lista)                   | 3               |
| Album Ba Lan (ZPAV)                      | 13              |
| Album Bồ Đào Nha (AFP)                   | 6               |
| Spanish Albums (PROMUSICAE)              | 15              |
| Album Thụy Điển (Sverigetopplistan)      | 7               |
| Album Thụy Sĩ (Schweizer Hitparade)      | 6               |
| Album Anh Quốc (OCC)                     | 2               |
| Album Hoa Kỳ Billboard 200               | 23              |

| Thứ hạng (2013)                      | Vị trí cao nhất |
| ------------------------------------ | --------------- |
| Album Hoa Kỳ Top Catalog (Billboard) | 1               |
| Album Hoa Kỳ Vinyl (Billboard)       | 12              |

| Thứ hạng (2021-2022)                          | Vị trí cao nhất |
| --------------------------------------------- | --------------- |
| Album Hungaria (MAHASZ)                       | 30              |
| Album Litva (AGATA)                           | 26              |
| Album Hoa Kỳ Top Dance/Electronic (Billboard) | 1               |

| Thứ hạng (2001)                                            | Vị trí cao nhất |
| ---------------------------------------------------------- | --------------- |
| Album Úc (ARIA)                                            | 100             |
| Album Dance Úc (ARIA)                                      | 14              |
| Album Áo (Ö3 Austria)                                      | 69              |
| Album Bỉ (Ultratop Vlaanderen)                             | 33              |
| Album Bỉ (Ultratop Wallonie)                               | 20              |
| Album Alternative Bỉ (Ultratop Vlaanderen)                 | 16              |
| Album Hà Lan (Album Top 100)                               | 81              |
| Top 100 Album Châu Âu (Âm nhạc & Phuơng tiện truyền thông) | 29              |
| Album Pháp (SNEP)                                          | 15              |
| Album Đức (Offizielle Top 100)                             | 37              |
| Album Thụy Sĩ (Schweizer Hitparade)                        | 54              |
| Album Vuơng Quốc Anh (OCC)                                 | 48              |

| Thứ hạng (2002)   | Vị trí cao nhất |
| ----------------- | --------------- |
| Album Pháp (SNEP) | 96              |

| Thứ hạng (2008)       | Vị trí cao nhất |
| --------------------- | --------------- |
| Album Dance Úc (ARIA) | 48              |

| Chart (2013)                            | Vị trí cao nhất |
| --------------------------------------- | --------------- |
| Album Dance Úc (ARIA)                   | 48              |
| Album Midprice Bỉ (Ultratop Vlaanderen) | 42              |
| Album Midprice Bỉ (Ultratop Wallonie)   | 26              |
| Album Vuơng Quốc Anh (OCC)              | 196             |

| Thứ hạng (2016)       | Vị trí cao nhất |
| --------------------- | --------------- |
| Album Dance Úc (ARIA) | 48              |

| Thứ hạng (2018)                                | Vị trí cao nhất |
| ---------------------------------------------- | --------------- |
| Hoa Kỳ Top Dance/Electronic Albums (Billboard) | 22              |

| Thứ hạng (2020)                                | Vị trí cao nhất |
| ---------------------------------------------- | --------------- |
| Hoa Kỳ Top Dance/Electronic Albums (Billboard) | 22              |

| Chart (2021)                                   | Vị trí cao nhất |
| ---------------------------------------------- | --------------- |
| Album Dance Úc(ARIA)                           | 32              |
| Album Bỉ (Ultratop Wallonie)                   | 196             |
| Hoa Kỳ Top Dance/Electronic Albums (Billboard) | 18              |

| Chart (2022)                                   | Vị trí cao nhất |
| ---------------------------------------------- | --------------- |
| Album Dance Úc (ARIA)                          | 36              |
| Album Bỉ (Ultratop Wallonie)                   | 179             |
| Hoa Kỳ Top Dance/Electronic Albums (Billboard) | 15              |

## Chứng nhận
| Quốc gia | Chứng nhận  | Số đơn vị/doanh số chứng nhận |
| --- | ----------- | ----------------------------- |
| Úc (ARIA) | Vàng        | 35.000^                       |
| Bỉ (BEA) | Bạch Kim    | 50.000*                       |
| Canada (Music Canada) | Vàng        | 50.000^                       |
| Đan Mạch (IFPI Đan Mạch) | Bạch Kim    | 50.000‡                       |
| Pháp (SNEP) | 3× Bạch Kim | 702.200                       |
| Đức (BVMI) | Vàng        | 250.000^                      |
| Ý (FIMI) | Vàng        | 25.000‡                       |
| Nhật Bản (RIAJ) | Bạch Kim    | 200.000^                      |
| Thụy Sĩ (IFPI) | Vàng        | 20.000^                       |
| Anh Quốc (BPI) | 2× Bạch Kim | 600.000^                      |
| Hoa Kỳ (RIAA) | Vàng        | 805.000                       |
| Tổng hợp |             |                               |
| Châu Âu (IFPI) | 2× Platinum | 2.000.000*                    |
| * Chứng nhận dựa theo doanh số tiêu thụ. ^ Chứng nhận dựa theo doanh số nhập hàng. ‡ Chứng nhận dựa theo doanh số tiêu thụ và phát trực tuyến. |             |                               |